# František Svoboda (politik sociální demokracie)
František Svoboda (4. února 1876 Šakvice – 9. října 1967 Brno) byl československý politik a meziválečný poslanec Národního shromáždění za Československou sociálně demokratickou stranu dělnickou.

## Biografie
Narodil se v Šakvicích do rodiny domkaře Františka Svobody a jeho ženy Františky, rozené Jánové. Navštěvoval tam také obecnou školu, pak se vyučil v Brně kovodělníkem. Díky dalšímu studiu a kurzům v Brně si zvýšil kvalifikaci. V tomto oboru pak i pracoval. V roce 1905 se stal redaktorem Rovnosti v Brně. Později se stal redaktorem Moravského buditele a redigoval také různé příručky. Brzy také vstoupil do sociální demokracie a angažoval se v odborovém hnutí kovodělníků, kde prosazoval např. zkrácení pracovní doby na devět hodin. Od 90. let se podílel na organizaci odborářských shromáždění a čtyřikrát byl stíhán pro přečin proti tiskovému a shromažďovacímu zákonu.
Politicky aktivní byl již za Rakouska-Uherska. Ve volbách do Moravského zemského sněmu v roce 1906 byl zvolen poslancem v české všeobecné kurii. Ve volbách 1913 byl znovuzvolen. V prvním volebním období zasedal v petičním výboru, v živnostenském výboru, ve výboru pro honební záležitosti a ve výboru pro nouzový stav. Ve druhém volebním období zasedal opět v živnostenském a navíc v nouzovém odboru a v odboru pro elektrifikaci země. Na sněmu prosazoval zlepšení situace chudých a dělníků, vyzýval také třeba c.k. vládu, aby snížila cla a daně na potraviny. Byl proti snižování vojenských výdajů a zkrácení vojenské služby. Snažil se také o narovnání velikosti volebních obvodů do sněmu, byl proti kuriovému systému a chtěl rovnost volebního práva při volbách do obecních zastupitelstev. Vyslovoval se pro ochranu národních menšin. Často se vyjadřoval k otázkám zemského rozpočtu.
Ve volbách do Říšské rady roku 1907 se stal poslancem Říšské rady (celostátní parlament), kam byl zvolen za český okrsek Morava 07, když porazil Viléma Velebu. Usedl do poslanecké frakce Klub českých sociálních demokratů. Opětovně byl zvolen i ve volbách do Říšské rady roku 1911 (nyní za český obvod Morava 28) a ve vídeňském parlamentu setrval do zániku monarchie.
V letech 1918-1920 zasedal v československém Revolučním národním shromáždění. V parlamentních volbách v roce 1920 získal poslanecké křeslo v Národním shromáždění. Mandát v parlamentních volbách v roce 1925 obhájil a do parlamentu se dostal i po parlamentních volbách v roce 1929.
Podle údajů k roku 1929 byl profesí redaktorem v Brně-Židenicích. V rámci strany měl na starosti coby šéfredaktor tiskový orgán sociálních demokratů v Brně Stráž socialismu.